# Olympiade d'échecs de 1974

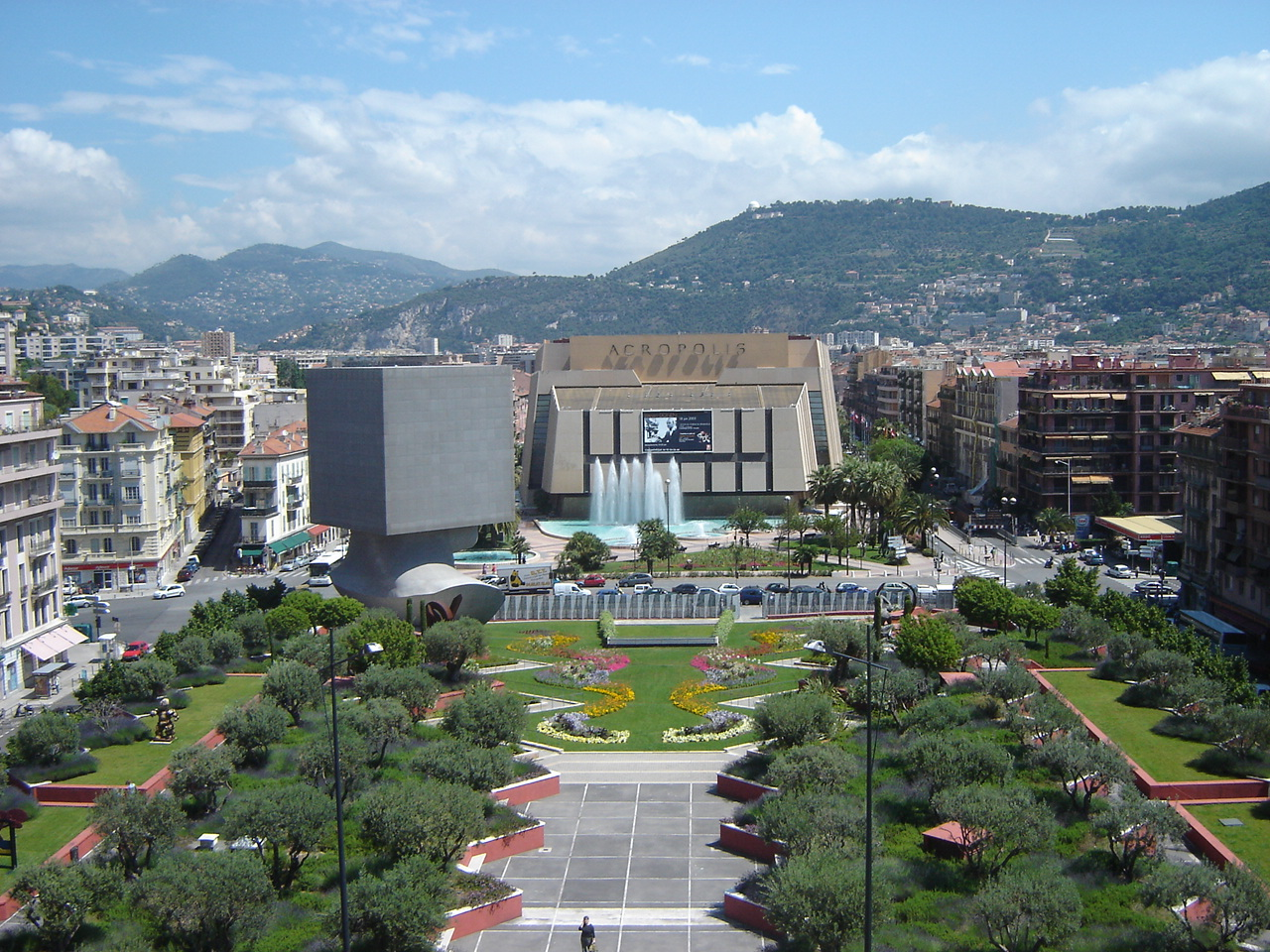
Le palais des expositions de Nice.

L'Olympiade d'échecs de 1974 est une compétition mondiale par équipes et par pays organisée par la FIDE. Les pays s'affrontent sur quatre échiquiers. Chaque équipe peut présenter six joueurs (quatre titulaires et deux suppléants).
Cette 21e Olympiade s'est déroulée 6 au 30 juin 1974 à Nice. 
Les points ne sont pas attribués au regard des résultats des matches inter-nations, mais en fonction des résultats individuels sur chaque échiquier (un point par partie gagnée, un demi-point pour une nulle, zéro point pour une défaite).

## Tournoi masculin

### Contexte
C'est la première olympiade officielle organisée en France, mais les conditions d'encadrement et de confort seront très critiquées[réf. nécessaire]. 
Elle réunit 75 nations, un nouveau record.
L'Afrique du Sud et le Nicaragua (représentés par deux joueurs seulement) renoncent à la compétition. En revanche, l'Algérie arrivée trop en retard pour participer aux éliminatoires, est autorisée à concourir dans la finale E.
La compétition se déroule sur deux tours. Les équipes sont réparties en huit groupes éliminatoires, les deux premiers de chaque groupe se disputant la finale A, les deux suivants la finale B, etc., jusqu'à cinq poules finales. Les poules finales sont passées à seize participants.

### Résultats
| Classement final |                  |      |
| 1er              | Union soviétique | 46   |
| 2e               | Yougoslavie      | 37,5 |
| 3e               | États-Unis       | 36,5 |
| 4e               | Bulgarie         | 36,5 |
| 5e               | Pays-Bas         | 35,5 |

La France termine quatrième du groupe 7. Elle est versée dans la finale B et finit 28e du tournoi.

### Participants individuels
- Pour l'URSS : Karpov, Kortchnoï, Spassky, Petrossian, Tal, Kouzmine.
- Pour la Yougoslavie : Gligorić, Ljubojević, Ivkov, Planinc, Velimirović, Parma.
- Pour les États-Unis : Kavalek, Byrne, Browne, Reshevsky, Lombardy, Tarjan.
- Pour la France : Maclès, Todorcevic, Seret, Puhm, Bessenay, Benoît.

Les États-Unis coiffent la Bulgarie au départage (nombre de points dans les matches inter-nations).
L'URSS creuse le plus gros écart avec Lugano. Les joueurs soviétiques ne perdirent aucune des 88 parties, récoltant 54 victoires et faisant 34 nulles. 
À propos des nulles, l'URSS et les États-Unis s'accusèrent réciproquement d'arrangements frauduleux, leur match contre la Hongrie se terminant chaque fois par quatre nullités de moins de 20 coups.
Dans la finale E, l'Irak et l'Algérie refusèrent de jouer contre la Rhodésie du fait de l'apartheid. La FIDE ne considéra pas ces refus comme des forfaits, mais répartit les points en fonction des classements Elo respectifs des nationaux.